# Caradrina
Caradrina är ett släkte av fjärilar som beskrevs av Ferdinand Ochsenheimer 1816. Caradrina ingår i familjen nattflyn, Noctuidae.

## Dottertaxa tillCaradrina, i alfabetisk ordning[1][2]
- Caradrina abruzzensis (Draudt, 1933)
  - Caradrina abruzzensis rufirena Boursin, 1939
- Caradrina adriennea Hacker & Gyulai, 2004
- Caradrina africarabica Plante, 1998
- Caradrina afrotropicalis Hacker, 2004
- Caradrina agenjoi Boursin, 1936
- Caradrina agrotina Staudinger, 1891
  - Caradrina agrotina syriaca Osthelder, 1933
- Caradrina albina Eversmann, 1848, Stäpplövfly
- Caradrina aldegaitheri Wiltshire, 1986
- Caradrina alfierii Boursin, 1937
- Caradrina altissima Hacker, 2004
- Caradrina ammoxantha Boursin, 1957
- Caradrina amseli Boursin, 1936
- Caradrina armeniaca Boursin, 1936
  - Caradrina armeniaca barbarica (Boursin, 1936)
- Caradrina aspersa Rambur, 1834
  - Caradrina aspersa catalana de Laever, 1980
- Caradrina asymmetrica Boursin, 1936
- Caradrina atriluna Guenée, 1852
- Caradrina atrostriga Barnes & McDunnough, 1912
- Caradrina avis Pinker, 1980
- Caradrina azim Boursin, 1957
- Caradrina bactriana Boursin
- Caradrina baltistana Hacker, 2004
- Caradrina belucha Swinhoe, 1885
- Caradrina beta Barnes & Benjamin, 1926
- Caradrina bistrigata Bremer & Grey, 1853
- Caradrina bodenheimeri Draudt, 1934
- Caradrina boursini Wagner, 1936
  - Caradrina boursini ellisoni Boursin, 1937
- Caradrina brandti Boursin, 1939
- Caradrina callicora Le Cerf, 1922
- Caradrina camina Smith, 1894
  - Caradrina camina alpha Barnes & Benjamin, 1926
- Caradrina casearia Staudinger
- Caradrina chinensis Leech, 1900
  - Caradrina chinensis fusca Leech, 1900
- Caradrina clavipalpis (Scopoli, 1763), Vitpunktslövfly
  - Caradrina clavipalpis flavirenoides Boursin
  - Caradrina clavipalpis fogoensis Traub & Bauer, 1983
  - Caradrina clavipalpis harappa Hacker, 2004
  - Caradrina clavipalpis pinkeri Kobes, 1975
  - Caradrina clavipalpis teidevolans Pinker, 1974
  - Caradrina clavipalpis thunbergi Nordström, 1933
- Caradrina conditorana Pinker, 1980
- Caradrina danieli Rungs, 1950
- Caradrina derogata Walker, 1865
- Caradrina diabolica Boursin, 1942
- Caradrina didyma Boursin, 1939
- Caradrina distigma Chrétien, 1913
- Caradrina distinctoides Poole, 1989
- Caradrina doleropsis Boursin, 1939
- Caradrina draudti Boursin, 1936
  - Caradrina draudti cretica Reisser, 1958
- Caradrina dubitata Maassen, 1890
- Caradrina eberti Hacker, 1992
- Caradrina ectomelaena Hampson, 1916
- Caradrina edentata Berio, 1941
- Caradrina eremicola Plante, 1998
  - Caradrina eremicola afrisudana Hacker, 2004
- Caradrina eremocosma Boursin, 1937
- Caradrina eucrinospila Boursin, 1936
- Caradrina eugraphis Janse, 1938
- Caradrina eutapaishana Berio
- Caradrina eva Boursin, 1963
- Caradrina expansa Alphéraky, 1897
- Caradrina falciuncula Varga & Ronkay, 1991
- Caradrina fergana Staudinger
- Caradrina fibigeri Hacker, 2004
- Caradrina filipjevi Boursin, 1936
- Caradrina flava Oberthür, 1876
- Caradrina flavirena Guenée, 1852
  - Caradrina flavirena subdita Warren, 1912
  - Caradrina flavirena zobeidah Boursin, 1937
- Caradrina flavitincta Hampson, 1909
- Caradrina fulvafusca Hacker, 2004
- Caradrina furcivalva Hacker, 1992
- Caradrina fuscicornis Rambur, 1832
  - Caradrina fuscicornis continentalis Boursin, 1952
- Caradrina fuscifusa Varga & Ronkay, 1991
- Caradrina fuscomedia Hacker, 2004
- Caradrina gandhara Hacker, 2004
- Caradrina genitalana Hacker, 2004
- Caradrina germainii (Duponchel, 1835)
- Caradrina gilva (Donzel, 1837), Balkonglövfly
  - Caradrina gilva orientalis Boursin, 1936
- Caradrina glaucistis Hampson, 1902
  - Caradrina glaucistis gaedei Berio, 1955
- Caradrina griseoalba Kozhanchikov, 1937
- Caradrina gyulaii Hacker, 2004
- Caradrina hedychroa Boursin, 1936
- Caradrina hemipentha Boursin, 1939
- Caradrina heptarchia Boursin, 1936
- Caradrina himachala Hacker, 2004
- Caradrina himaleyica Kollar, 1844
- Caradrina hoenei Hacker & Kononenko, 2004
- Caradrina hypocnephas Boursin
- Caradrina hypoleuca Boursin
- Caradrina hypostigma (Boursin, 1932)
- Caradrina ibeasi (Fernández, 1918)
- Caradrina ingrata Staudinger, 1897
- Caradrina inopinata Hacker, 2004
- Caradrina intaminata Walker, 1868
- Caradrina inumbrata Staudinger, 1900
  - Caradrina inumbrata exterioris Hacker, 2004
  - Caradrina inumbrata obfuscata Hacker, 2004
- Caradrina inumbratella Pinker, 1980
- Caradrina isfahana Hacker, 2004
- Caradrina jacobsi Rothschild, 1914
- Caradrina kadenii Freyer, 1836, Mörkringat lövfly
  - Caradrina kadenii insularis Hacker, 2004
- Caradrina kashmiriana Boursin
- Caradrina katherina Wiltshire, 1947
  - Caradrina katherina dissimulata Wiltshire, 1982
- Caradrina kautti Hacker, 2004
- Caradrina khorassana Boursin, 1942
- Caradrina klapperichi Boursin, 1957
- Caradrina kurnova de Laever, 1981
- Caradrina lanzarotensis Pinker, 1962
  - Caradrina lanzarotensis fuerteventurensis Pinker & Bacallado, 1975
- Caradrina levantina Hacker, 2004
- Caradrina likiangia Berio, 1977
- Caradrina lobbichleri Boursin, 1970
- Caradrina localis Wiltshire, 1986
- Caradrina margiana Hacker, 2004
- Caradrina melanosema Hampson, 1914
- Caradrina melanura Alphéraky, 1897
- Caradrina melanurina Staudinger, 1901
- Caradrina mendica Maassen, 1890
- Caradrina meralis Morrison, 1875
- Caradrina merzbacheri Boursin, 1960
- Caradrina minoica Hacker, 2004
- Caradrina mirza Boursin, 1957
- Caradrina mona Barnes & McDunnough, 1912
- Caradrina monssacralis Varga & Ronkay, 1991
- Caradrina montana Bremer, 1864, Ljusgrått lövfly
  - Caradrina montana menetriesii Kretschmar, 1863
  - Caradrina montana rougemonti Spuler, 1908
  - Caradrina montana wiegerti Hacker, 1992
- Caradrina morosa Lederer, 1853
  - Caradrina morosa explanata Hacker & Kononenko, 2004
  - Caradrina morosa permorosa Bryk, 1948
- Caradrina morpheus (Hufnagel, 1766), Brungult lövfly
- Caradrina muelleri Hacker, 2004
- Caradrina multifera Walker
- Caradrina nadir Boursin, 1957
- Caradrina naumanni Hacker, 2004
- Caradrina nekrasovi Hacker, 2004
- Caradrina noctivaga Bellier de La Chavignerie, 1863
  - Caradrina noctivaga algeriensis Stertz, 1915
- Caradrina oberthuri Rothschild, 1913
  - Caradrina oberthuri persica Boursin, 1942
- Caradrina olivascens Hacker, 2004
- Caradrina panurgia Boursin, 1939
- Caradrina parthica Hacker, 2004
- Caradrina parvaspersa Boursin, 1936
- Caradrina persimilis Rothschild, 1920
- Caradrina personata Kuznetzov, 1958
- Caradrina pertinax Staudinger, 1879
  - Caradrina pertinax herczigi Hacker, 2004
- Caradrina petraea Tengström, 1869
- Caradrina pexicera Hampson, 1909
- Caradrina phanosciera Boursin, 1939
- Caradrina poecila Boursin, 1939
- Caradrina prospera Kuznetzov, 1958
- Caradrina proxima Rambur, 1837
  - Caradrina proxima rufostigmata Rothschild, 1914
- Caradrina pseudadelphia Boursin, 1939
- Caradrina pseudagrotis Hampson, 1918
- Caradrina pseudalbina Boursin, 1942
- Caradrina pseudocosma Plante, 1998
- Caradrina pulvis Boursin, 1939
- Caradrina pushkara Hacker, 2004
- Caradrina rebeli Staudinger, 1901
  - Caradrina rebeli grancanariae Pinker, 1962
  - Caradrina rebeli hierrensis Pinker, 1969
  - Caradrina rebeli lapalmae Pinker, 1962
- Caradrina rjabovi Boursin, 1936
  - Caradrina rjabovi pseudovicina Boursin, 1939
- Caradrina ronkayorum Hacker, 2004
- Caradrina roxana Boursin, 1937
- Caradrina salzi Boursin, 1936
- Caradrina sarhadica Boursin, 1942
- Caradrina scotoptera Püngeler, 1914
  - Caradrina scotoptera fuscovaria Hacker, 2004
- Caradrina selini Boisduval, 1840, Grått lövfly
  - Caradrina selini djebli Rungs, 1972
  - Caradrina selini forsteri Boursin, 1939
  - Caradrina selini mairei Draudt, 1909
  - Caradrina selini selinoides Bellier de La Chavignerie, 1862
- Caradrina senecai Hacker, 2004
- Caradrina shugnana Hacker, 2004
- Caradrina signa Fletcher, 1961
- Caradrina singularis Hacker, 2004
- Caradrina sinistra Janse, 1940
- Caradrina sogdiana Boursin, 1936
- Caradrina soudanensis Hampson, 1918
- Caradrina spaelotidia Butler, 1879
- Caradrina stenoeca Wiltshire, 1986
- Caradrina stenoptera Boursin, 1&939
  - Caradrina stenoptera agrapha Boursin, 1939
- Caradrina stilpna Boursin, 1957
- Caradrina superciliata Wallengren, 1856
- Caradrina surchica Boursin
- Caradrina suscianja (von Mentzer, 1981)
  - Caradrina suscianja cilicia Hacker, 2004
- Caradrina syriaca Staudinger
- Caradrina terrea Freyer, 1840
  - Caradrina terrea albersi Warnecke, 1936
  - Caradrina terrea altera Rungs, 1972
  - Caradrina terrea froitzheimi Boursin, 1957
  - Caradrina terrea matrona Ronkay & Varga, 1985
  - Caradrina terrea subplumbea Hacker, 2004
- Caradrina tibetica Draudt, 1950
- Caradrina tolima Maassen, 1890
- Caradrina transoxanica Hacker, 2004
- Caradrina turatii Boursin, 1936
- Caradrina turbulenta Warren, 1911
- Caradrina turcomana Hacker, 2004
- Caradrina umbratilis Draudt, 1933
- Caradrina vargai Hacker, 2004
- Caradrina vicina Staudinger, 1870
  - Caradrina vicina castrensis Berio, 1981
  - Caradrina vicina hunza Hacker, 1992
  - Caradrina vicina rosea Boursin, 1936
- Caradrina warneckei Boursin, 1936
- Caradrina wiltshirei Boursin, 1936
- Caradrina wullschlegeli Püngeler, 1903
  - Caradrina wullschlegeli callei Yela, 1987
  - Caradrina wullschlegeli hispanica Mabille, 1906
  - Caradrina wullschlegeli schwingenschussi Boursin, 1936
  - Caradrina wullschlegeli scythica Hacker, 2004
- Caradrina xanthorhoda Boursin, 1937
- Caradrina xiphophora Boursin
  - Caradrina xiphophora hindostana Hacker, 2004
- Caradrina zaghrobia Hacker, 2004
- Caradrina zandi Wiltshire, 1952
  - Caradrina zandi minimus Fibiger, Svendsen & Nilsson, 1999
- Caradrina zernyi (Boursin, 1936)
  - Caradrina zernyi debilis Boursin, 1936
- Caradrina zuleika Boursin, 1957

## Bildgalleri

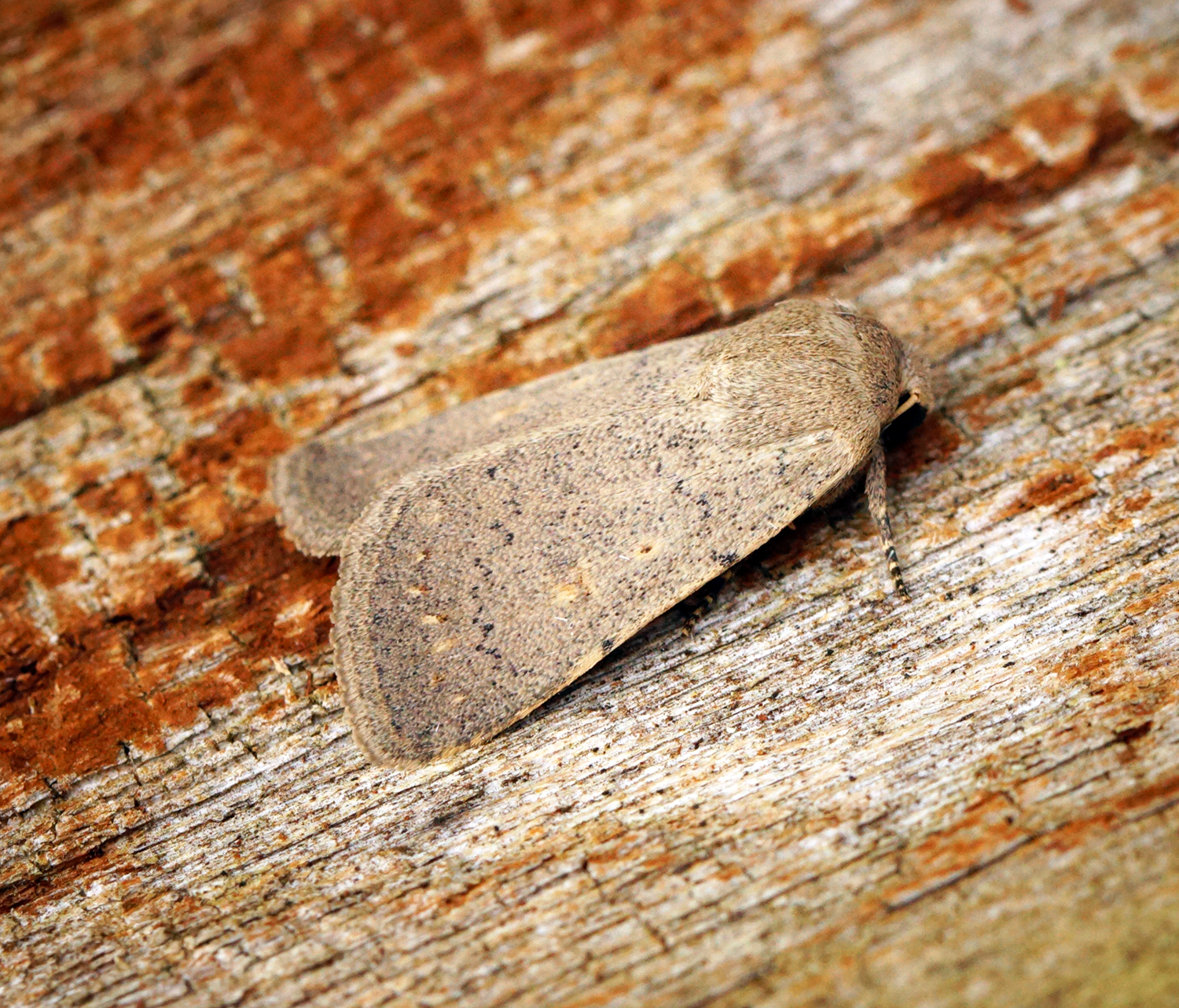
Caradrina aspersa
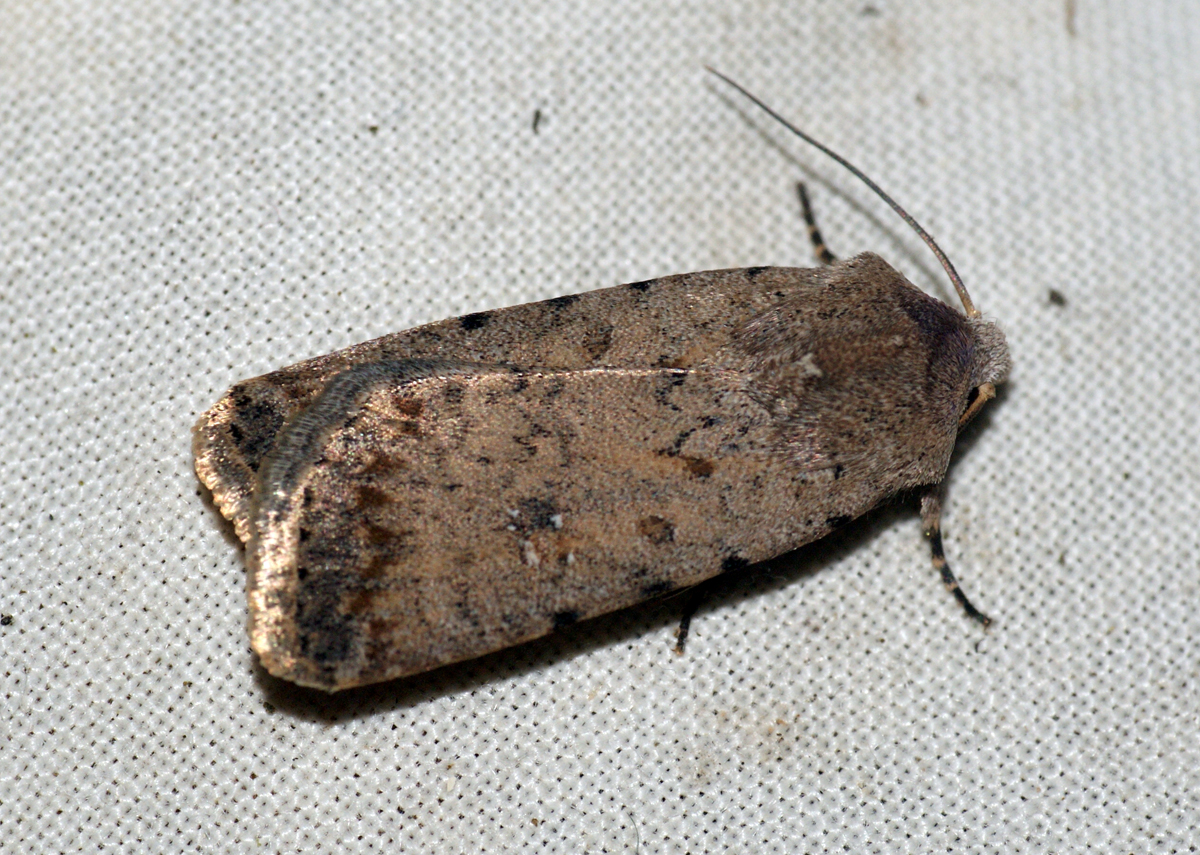
Vitpunktslövfly, Caradrina clavipalpis
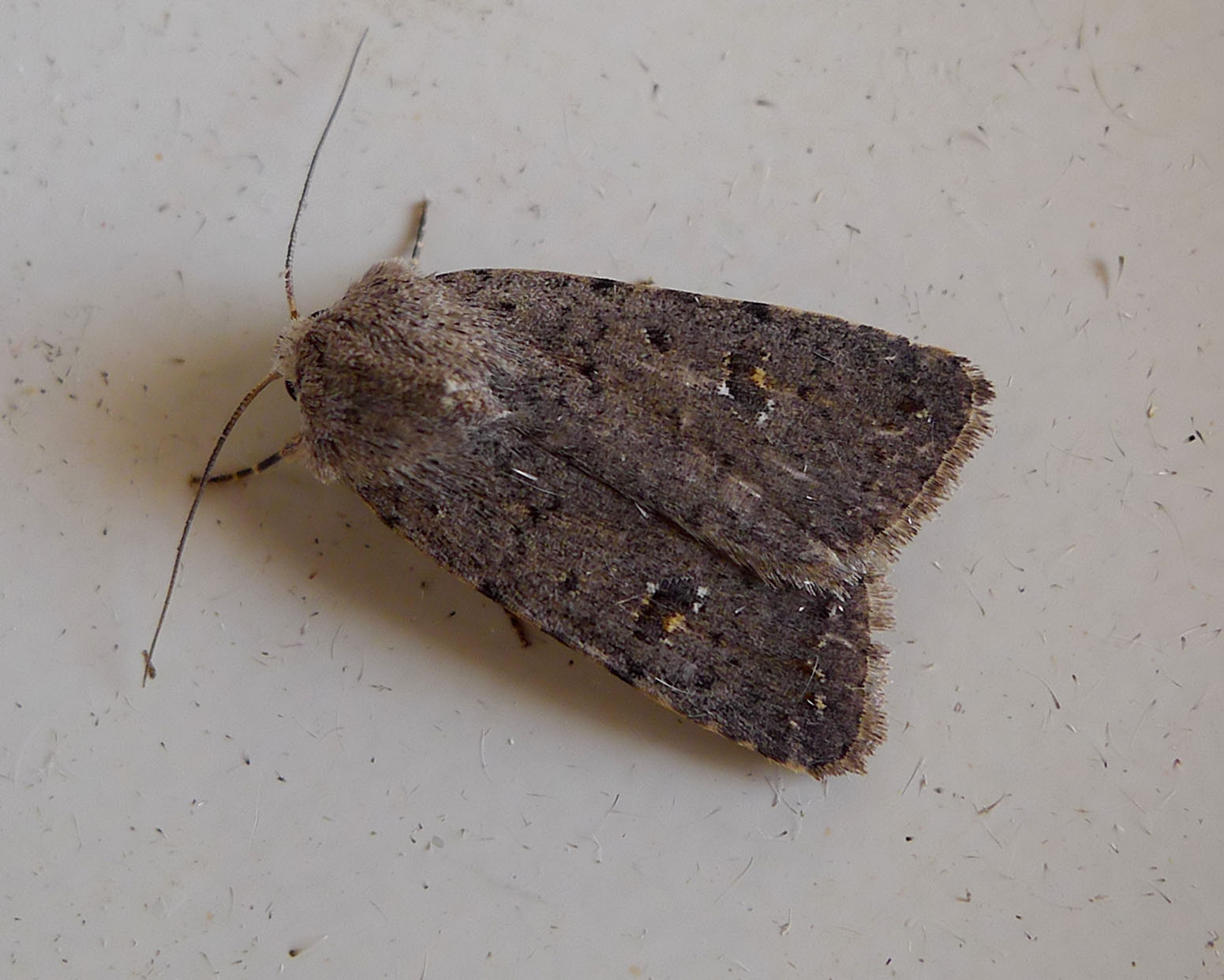
Caradrina flavirena
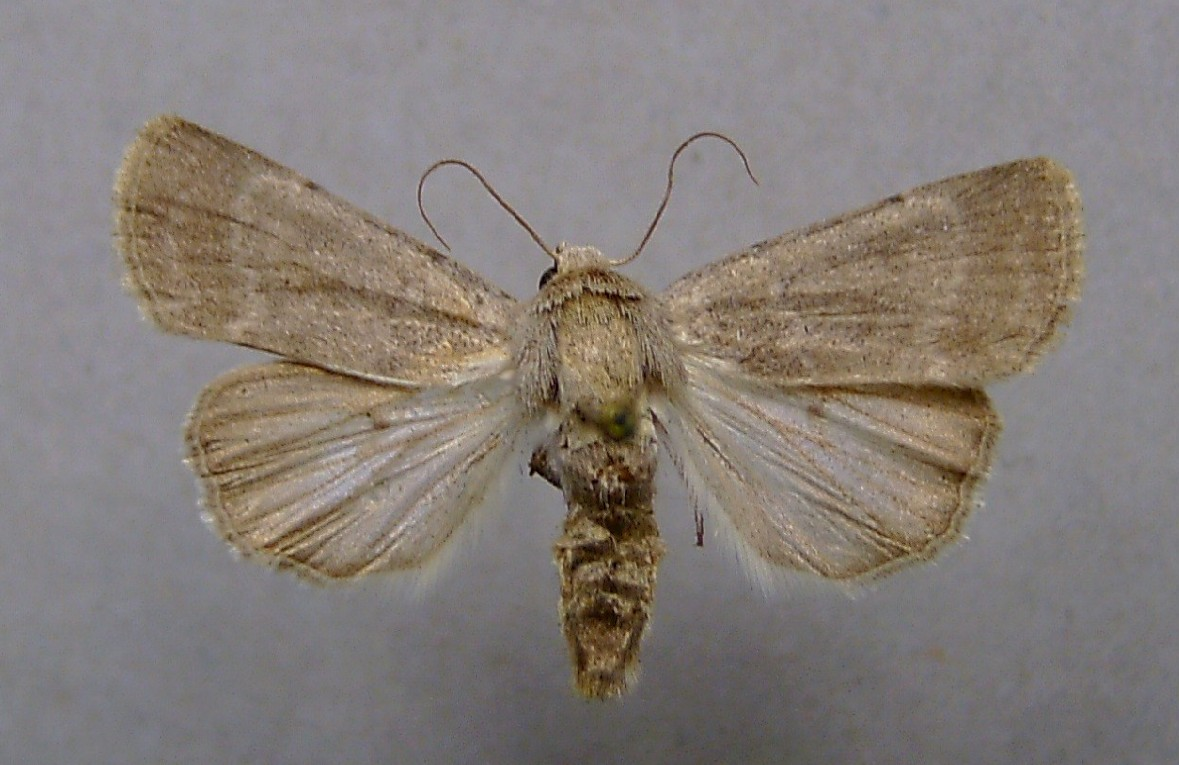
Balkonglövfly, Caradrina gilva
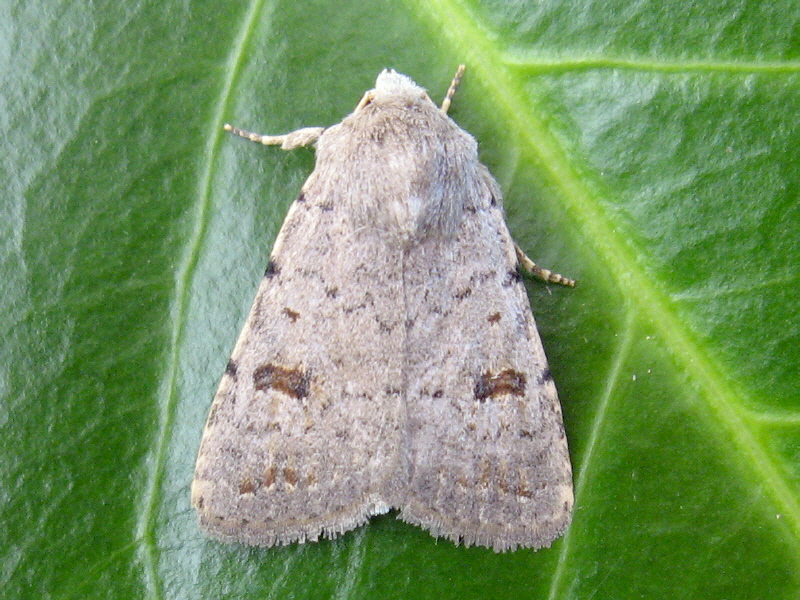
Mörkringat lövfly, Caradrina kadenii
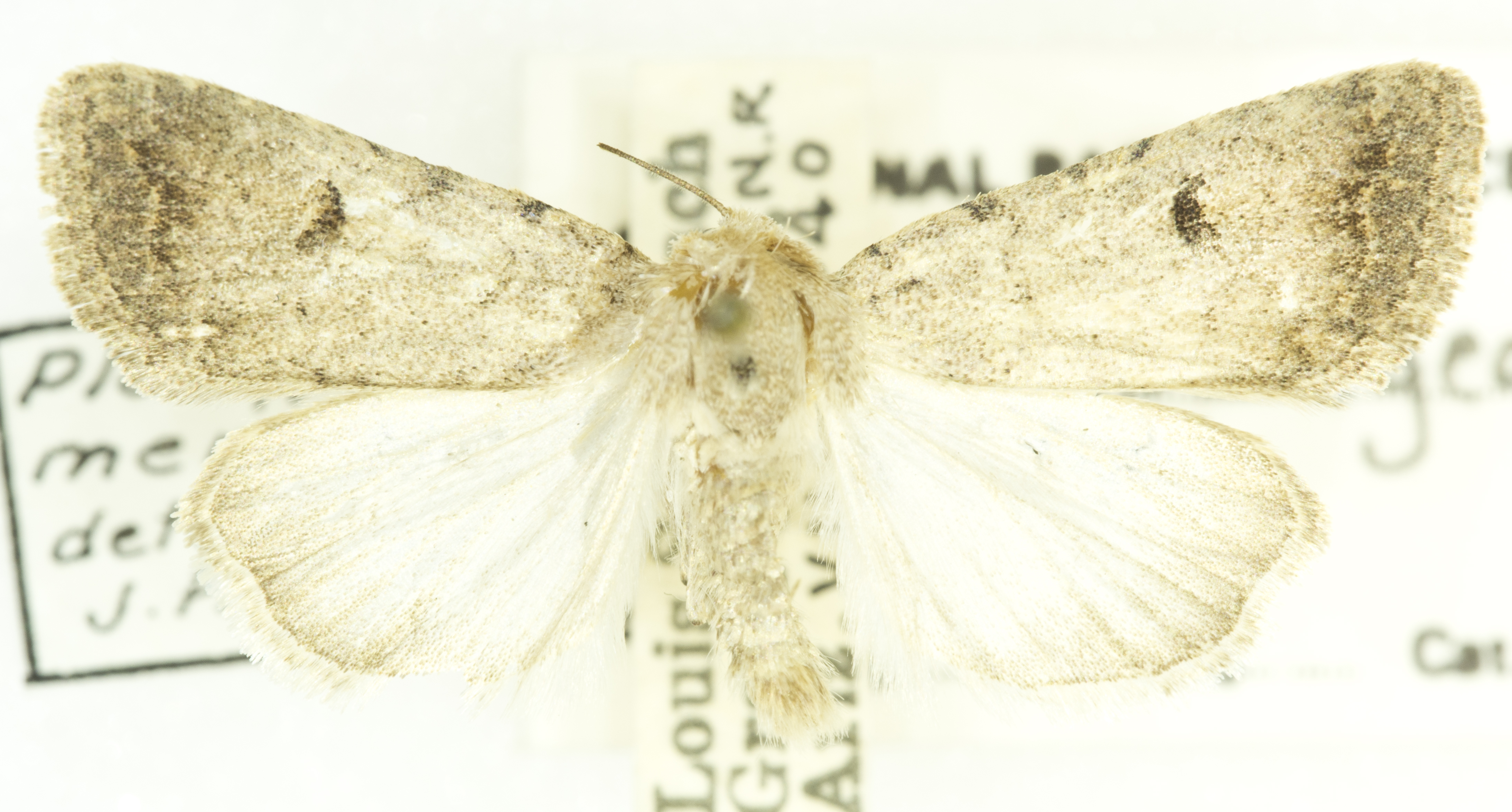
Caradrina meralis
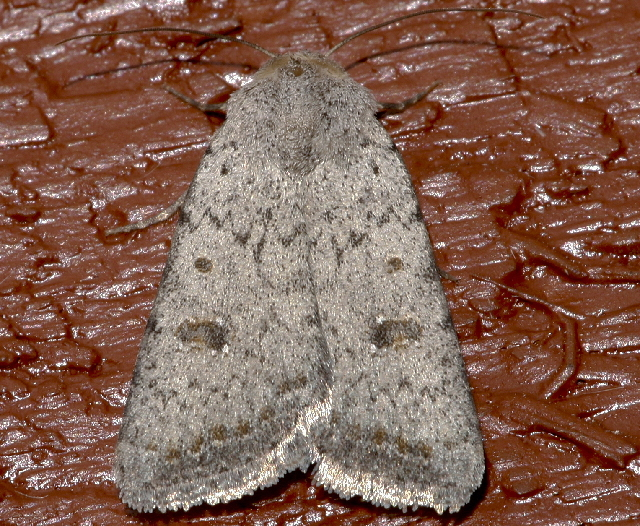
Ljusgrått lövfly, Caradrina montana
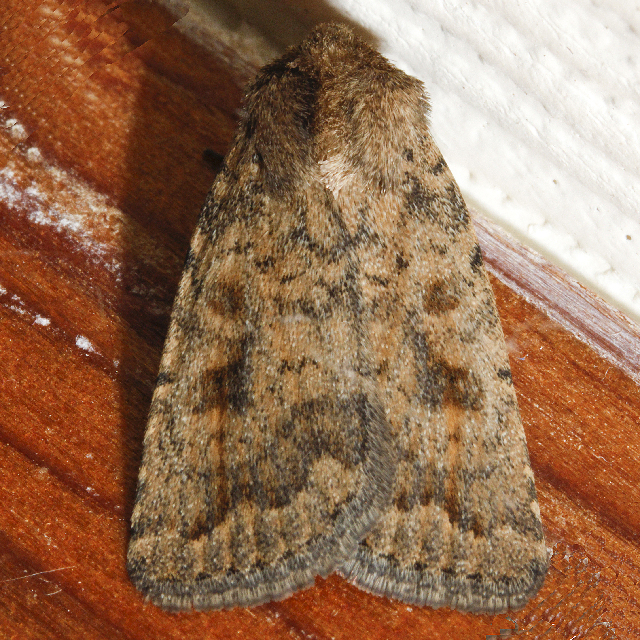
Brungult lövfly, Caradrina morpheus
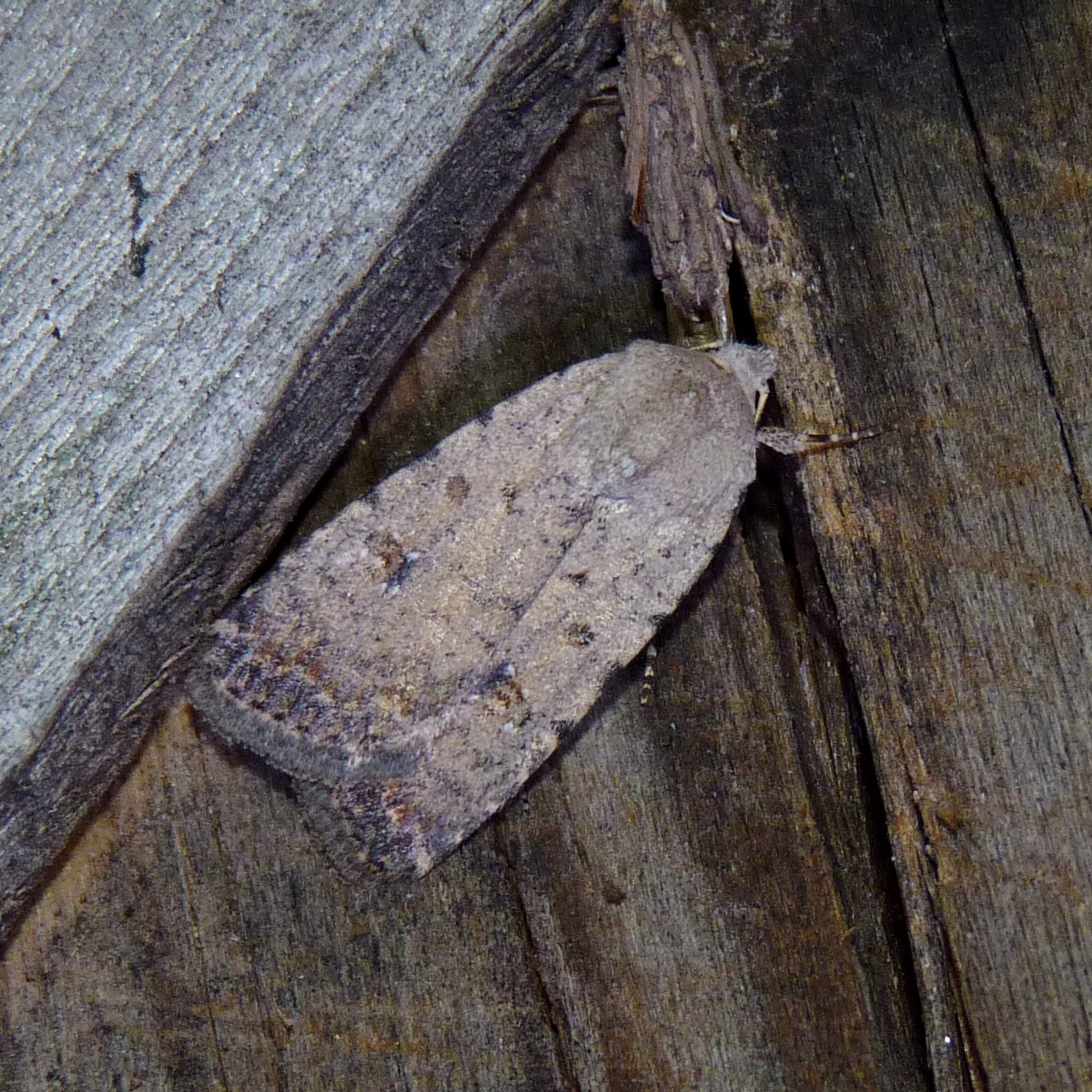
Caradrina multifera
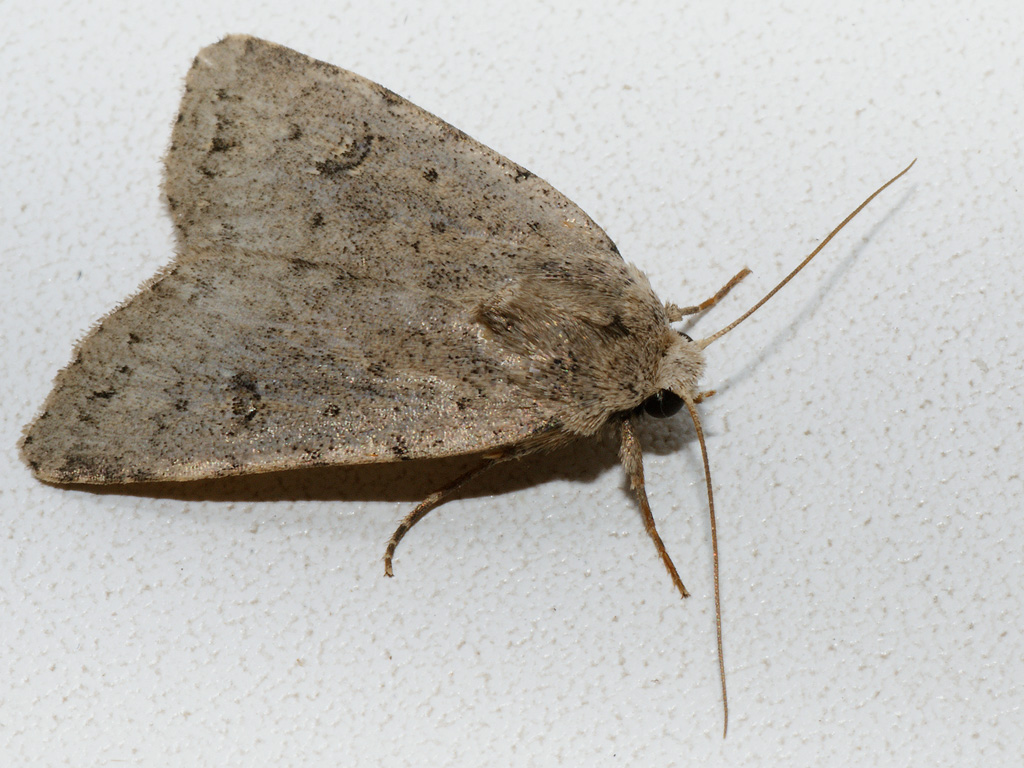
Caradrina petraea
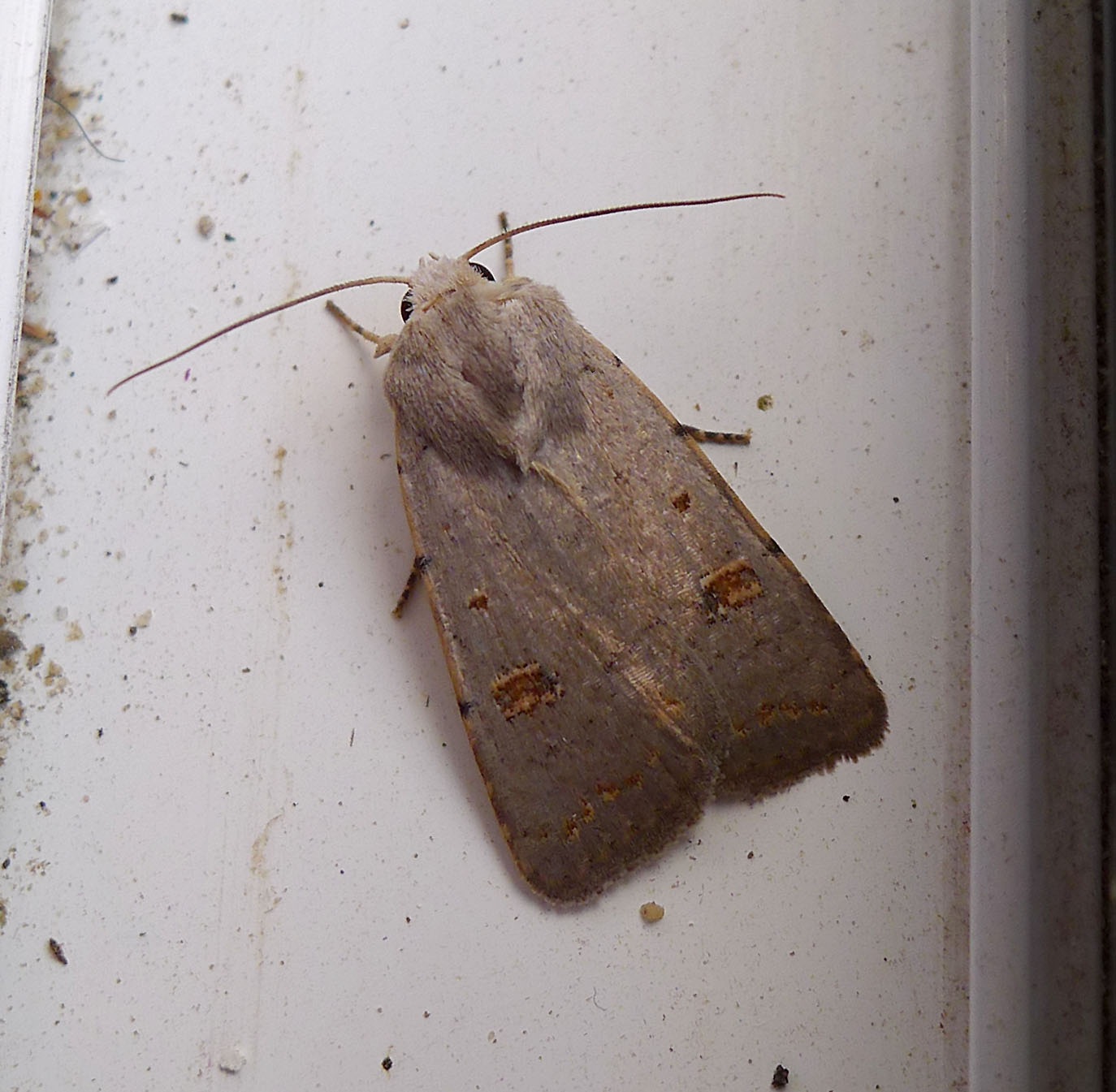
Caradrina proxima
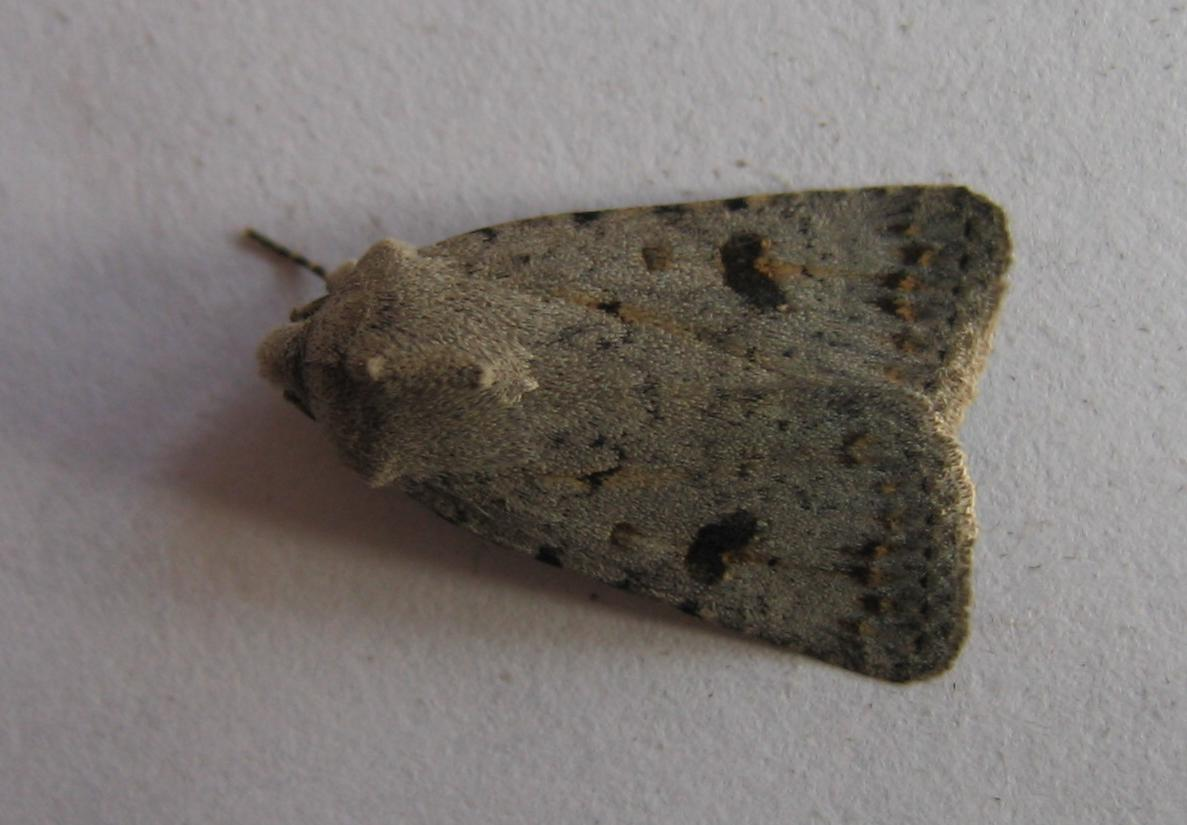
Caradrina rebeli
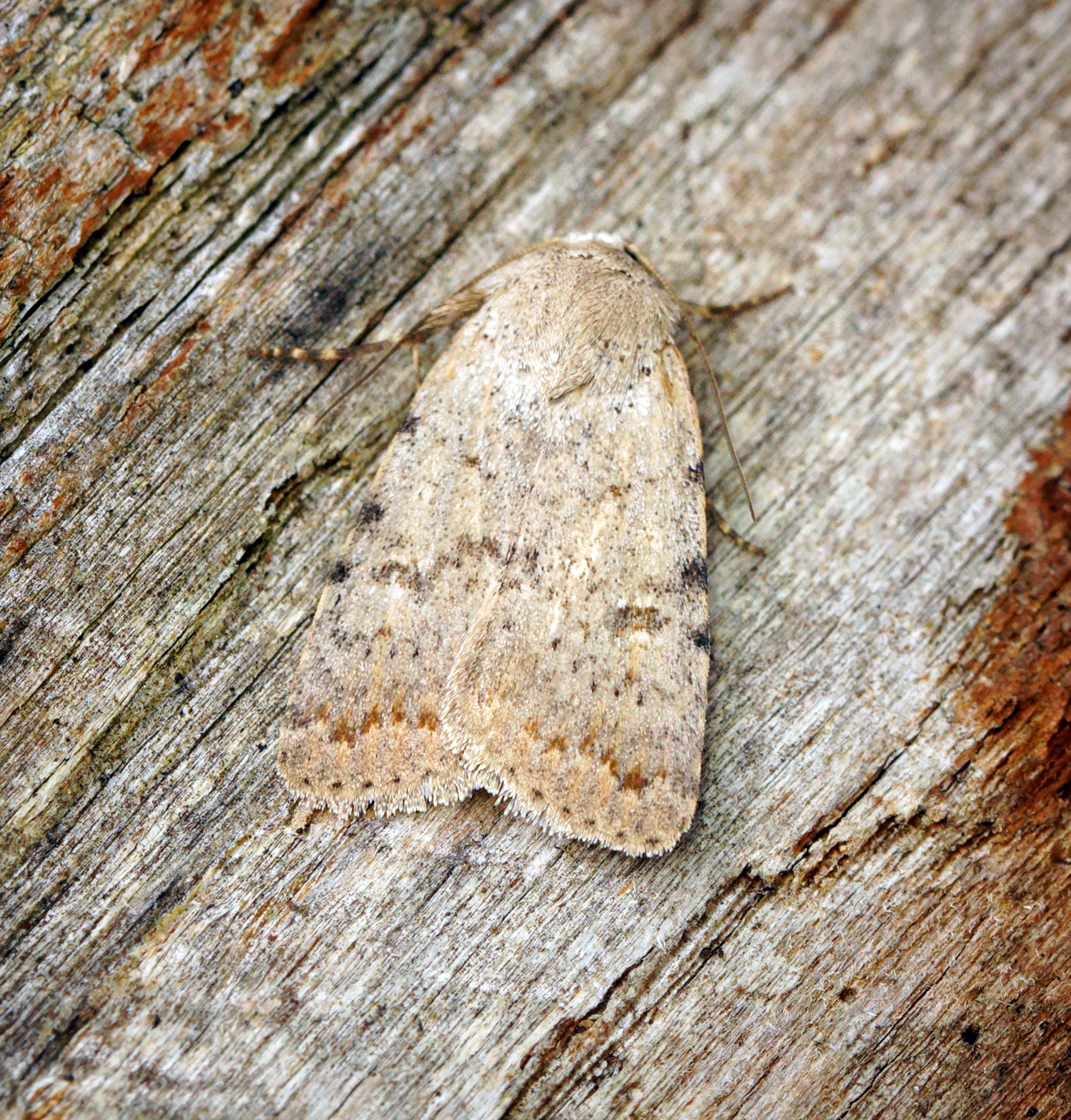
Grått lövfly, Caradrina selini